# Naughty Boy
Шахід Хан (урду شاهد خان); нар. 1 січня 1981), більш відомий під сценічним псевдонімом Naughty Boy, британський діджей, продюсер, автор пісень і музикант. У 2012 році Хан підписав трирічну угоду з Sony ATV, а також контракт на випуск одного альбому на Virgin EMI Records. Хан розпочав кар'єру продюсера звукозапису під псевдонімом Naughty Boy і керує власною продюсерською компанією під назвою Naughty Boy Recordings.
Він продюсував дві платівки для реперів Chipmunk і Wiley, обидві за участю Емелі Санде. Пізніше Naughty Boy і Санде почали співпрацювати у написанні пісень та продашні, що призвело до того, що Санде уклала власну угоду про звукозапис із Virgin і EMI. Санде була визнана вибором критиків на BRIT Awards 2012 і випустила дебютний альбом Our Version of Events (2012), запис, створений у співавторстві та спродюсований Naughty Boy. У 2011 і 2012 роках Хан працював над записами для Леони Льюїс, JLS, Шеріл, Дженніфер Гадсон, Аліші Діксон, Тіні Темпа та інших.
У 2013 році Naughty Boy випустив дебютний альбом Hotel Cabana. У ньому, крім Емелі Санде, брали участь Ед Ширан, Габріель та інші. Цьому передував вихід у десятку найкращих синглів «Wonder» (за участю Санде), хіта номер один «La La La», за участю Сема Сміта та «Lifted», ще однієї співпраці з Санде. Його дебютний альбом посів друге місце у Великобританії.
19 жовтня 2013 року пісня Naughty Boy «La La La» визнана «Кращою піснею» та «Кращим відео» на 18-й річниці MOBO Awards.

## Біографія
Шахід Хан народився 1 січня 1981 року в Вотфорді, графство Гартфордшир. Його батьки родом із Пакистану.
Здобув освіту в Вестфілдській академії, вивчав бізнес і маркетинг в Лондонському університеті Гілдхолл (нині Лондонський столичний університет), але протягом першого семестру вирішив кинути навчання і підробляв на різних роботах в Domino's Pizza і Watford General.
Виграв £44,000 на Deal or No Deal і витратив гроші на студію в саду своїх батьків, а також дав батькам £15 000 і купив спортивний автомобіль Audi. Хан «вирішив слідувати своїм амбіціям писати та продюсувати власну музику під назвою Naughty Boy Recordings». З часом заробітки дозволили Хану розширити виробництво від садового сараю до студії в Ілінгу, Західний Лондон. Згодом він уклав трирічний контракт з Sony ATV і контракт на запис одного альбому з Virgin Records (EMI Records).
У 2005 році Хан звернувся до The Princes Trust, де йому було надано грант у розмірі 5000 фунтів стерлінгів для початку бізнесу.

## Музична кар'єра

### 2009—2012: Початок кар'єри та продюсування
Продюсер вийшов на музичну сцену у 2009 році, написавши та продюсувавши хіт-сингл Chipmunk «Diamond Rings», за участю Емелі Санде. Хан далі працюватиме з Санде, цього разу над «Never Be Your Woman» (2010) з Wiley, кавер-версією «Your Woman» White Town (1997). Пізніше Санде уклала контракт з Virgin Records, Хан був співавтором і продюсував її дебютний альбом Our Version of Events. Naughty Boy був офіційно представлений і названий виконавцем другого синглу Санде «Daddy», хоча насправді на цьому треку немає його вокалу.
Хан також працював з Алішою Діксон, JLS, Лілі Аллен, Александрою Берк та Дженніфер Гадсон. Продюсував записи для Professor Green, Шеріл Коул і Тіні Темпа. Хан працював із Санде над продюсуванням та співавторством синглу повернення Леони Льюїс 2012 року «Trouble», у якому бере участь Childish Gambino. Хан також написав і спродюсував «When It Hurts» і «Mountains» для альбому Льюїса Гласерхата; однак «Mountains» була перезаписана Санде і поміщена в її власний альбом Our Version of Events. Він також працював над записами для Ріанни, включаючи «Half of Me» (разом з продюсером із Stargate), «Side Effects of You» для Фантазії Барріно і продюсував «Craziest Things» з will.i.am. для Шеріл Коул.

### 2012—2014: Hotel Cabana
Протягом початку та розвитку кар'єри Хан також займався роботою над власним дебютним альбомом під назвою Hotel Cabana, який планувалося випустити під псевдонімом Naughty Boy на Virgin EMI Records у 2013 році. Перший сингл альбому «Wonder» з вокалом Санде випущений 30 вересня 2012 року, а також був провідним синглом з перевидання дебютного альбому Санде Our Version of Events після того, як він з'явився в американській версії альбому. Сингл досяг десятого місця в чарті UK Singles Chart.
Британська співачка Габріель також працювала з Naughty Boy для Hotel Cabana над піснею під назвою «Hollywood», яка спочатку вважалася другим синглом альбому.
20 вересня 2012 року в обліковому записі Naughty Boy на Vevo відбулася прем'єра трейлера Hotel Cabana. У ньому сказано, що в «Hotel Cabana» «режисер Naughty Boy, у головних ролях: Емелі Санде, Тіні Темпа, Professor Green, Габріель та George the Poet». Про альбом Хан висловився: «У нього є концепція, тому в деяких аспектах він більше схожий на фільм», стверджуючи, що «Я не просто продюсер — я теж режисер». Лише у травні 2013 року вийшов другий сингл «La La La» за участю Сема Сміта. Він досяг першого місця у Великобританії, третього в Ірландії та третього в Шотландії. Альбом був випущений 26 серпня 2013 року і посів друге місце у Великобританії.
Після завершення роботи над власним альбомом у 2013 році Хан відновив виробництво для інших виконавців. Він працював над попзаписами для американської співачки Брітні Спірс, а також приєднувався до сесій Спірс з продюсером Вільямом Орбітом. Британська співачка Лілі Аллен також попросила Хана продюсувати записи для її майбутнього альбому. Крім того, він об'єднався з Санде і Кеті Перрі в Нью-Йорку, щоб попрацювати над піснею для майбутнього альбому Перрі Prism (2013).

### 2015–дотепер: The X Factor та співпраця з артистами
У березні 2015 року було підтверджено, що Naughty Boy працював з тодішнім учасником One Direction Зейном Маліком над одним із треків його другого альбому. Малік покинув групу невдовзі після цього оголошення, що призвело до того, що багато фанатів One Direction звинуватили Naughty Boy у видході Маліка.
16 вересня 2015 року Naughty Boy оголосив, що випустить пісню під назвою «Runnin' (Lose It All)» за участю Бейонсе та Арроу Бенджамін. Наступного дня, 17 вересня 2015 року, в мережі відбулася прем'єра «Runnin' (Lose It All)».
«Should've Been Me» з вокалом Kyla і Popcaan був випущений як другий сингл 18 листопада 2016 року. Пісня посіла 61 місце в UK Singles Chart. «One Chance to Dance» з вокалом Джо Джонаса був випущений як третій сингл 20 жовтня 2017 року.
13 вересня 2017 року Naughty Boy випустив перероблену пісню Jackson 5 «Dancing Machine» з вокалом Лори Мвули під назвою «Naughty Town» з майбутнього альбому каверів Motown. За даними The Evening Standard, Naughty Boy також співпрацював з Джастіном Тімберлейком та Дуа Ліпою над альбомом. У грудні 2017 року Naughty Boy разом з Вайклефом Джином з'явилися у фіналі чотирнадцятої серії The X Factor, виконуючи «Dimelo» разом з учасниками Рак-Су, його однокласниками, вихідцями з Вотфорда. Рак-Су переміг, і виступ був випущений як сингл-переможець.
У січні 2018 року Naughty Boy оголосив, що його другий альбом зазнав деяких затримок через юридичні проблеми; він хотів назвати альбом Now That's What I Call Naughty, але був юридично оскаржений через його схожість з Now That's What I Call Music!, іншою серією альбомів. Описуючи альбом як список відтворення, він сказав, що «з моїм новим альбомом я хотів створити справжній список відтворення, який кожен і кожен зможе слухати». Він провів студійні сесії з Дуа Ліпою, Майком Познером, MNEK, Джо Джонасом, WizKid, Бібі Рексою, Паломою Фейт, Томом Вокером, Мігелем, Калумом Скоттом, Shenseea, Popcaan, Kyla, Ray BLK, Вайклефом Жаном, Крейгом Девідом і Джулією Майклз, але відмовився підтвердити, хто саме з них буде на його власному альбомі.
18 квітня 2018 року він випустив свою співпрацю з Ray BLK і Вайклефом Джином під назвою «All or Nothing». 7 грудня 2018 року вийшов альбом Bungee Jumping з вокалом Емелі Санде та Рахата Фатеха Алі Хана. 22 березня 2019 року був випущений «Undo» за участю Калума Скотта та ямайського танцювального артиста Shenseea.
З 9 по 15 грудня Naughty Boy з'являвся як суддя у X Factor, The X Factor: The Band, шоу, запущеного, щоб спробувати знайти наступну найкращу групу Великобританії. У липні 2020 року Naughty Boy все ще працював над альбомом. Він поділився планами записати пісню повністю на урду та гінді.
У 2021 році Naughty Boy був оголошений учасником двадцять першої серії серіалу «Я знаменитість… Забери мене звідси!». Попри багаторазові погрози піти та регулярні суперечки з товаришами по табору, він провів на проєкті 16 днів, перш ніж був виключений 8 грудня 2021 року.

## Особисте життя
У 2017 році у матері Naughty Boy була діагностована деменція, і він відкрито говорив про використання музики як терапії, щоб допомогти матері впоратися з цим захворюванням. З 2020 року він приєднався до благодійної організації Dementia UK та став її послом.

## Дискографія

### Студійні альбоми
- Hotel Cabana (2013)

### Сингли
- Daddy (Емелі Санде feat. Naughty Boy)
- Never Be Your Woman (Naughty Boy, Wiley feat. Емелі Санде) (2010)
- Wonder (feat. Емелі Санде) (2012)
- La La La (feat. Сем Сміт) (2013)
- Lifted (feat. Емелі Санде) (2013)
- Think About It (feat. Wiz Khalifa & Елла Ейр) (2013)
- Home (feat. RØMANS) (2014)
- Runnin' (Lose It All) (feat. Бейонсе & Arrow Benjamin) (2015)
- Should've Been Me (feat. Kyla&Popcaan) (2016)
- Dimelo (Rak-Su feat. Wyclef Jean & Naughty Boy) (2017)
- One Chance to Dance (feat. Джо Джонас) (2017)
- All or Nothing (з Ray BLK і Вайкліф Джин) (2018)
- Stay Here in the Sun (TALA feat. Naughty Boy) (2018)
- Bungee Jumping (feat. Емелі Санде & Rahat Fateh Ali Khan) (2018)
- Undo (з Калумом Скоттом & Shenseea) (2019)
- Live Before I Die (з Майк Познер) (2019)
- IN BETWEEN (feat. Miraa May)